# Action du 30 juin 1798
Batailles
L' Action du 30 juin 1798 est un combat naval qui se déroule le 29 juin 1798 et le 30 juin 1798, mené le long de la côte du Golfe de Gascogne pendant les Guerres de la Révolution française et qui met aux prises trois frégates britannique et une frégate française commandée par Julien-Gabriel Bigot de la Robillardière.
La Marine française avait été en grande partie chassée de l'Océan Atlantique au début de la guerre suite à de lourdes pertes lors d'une série d'opérations ratées. Cela avait permis à la Flotte de la Manche de la Royal Navy d'instaurer un blocus sur les ports français du Golfe de Gascogne, en particulier Brest. La stratégie de blocus comprenait une escadre côtière en patrouille constante composée de frégates, chargée d'empêcher le passage des navires français dans ou en dehors du port. 
Au printemps 1798, plusieurs frégates françaises stationnées dans l'Océan Indien furent renvoyées en France car la base de l'Île Maurice ne pouvait plus les approvisionner efficacement. L'un de ces navires était la frégate de 40 canons Seine, qui quitta Port-Louis chargée de 280 soldats.
La Seine effectué un retour rapide vers l'Europe et est arrivée dans le Golfe de Gascogne le 28 juin 1798. Le 28 juin 1798, au petit matin, la « Seine » fut repérée par l'escadron de frégates anglaises, composées du HMS Jason, du HMS Pique et du  HMS Mermaid. Alors que le Mermaid coupait à la Seine l'accès à la côte, le Jason et le Pique se sont lancés à sa poursuite, la Seine s'enfuyant vers le sud. 
Le Pique a rejoint la Seine à 23h00 le 28 juin 1798, et pendant plus de deux heures et demie, les frégates se sont battues jusqu'à ce que le Pique effectue un repli. Le Pique et le Jason ont continué la poursuite toute la nuit, jusqu'au moment où les trois frégates arrivent sur les bancs de sable au large de La Tranche-sur-Mer. 
Même lorsqu'elles étaient ensablées, les frégates ont continué à se tirer dessus jusqu'à ce que la Sirène arrive enfin et que la Seine, en infériorité numérique, se rende. Le Jason et la Seine ont été gravement endommagés mais renfloués avec succès, les pertes sur le navire français étant élevées, et le Pique étant une épave : le navire est évacué, puis incendié, avant que le reste de l'escadron ne retourne en Grande-Bretagne avec sa prise de guerre.

## Contexte
Dans les premières années des Guerres de la Révolution française, la Marine française cherche à s'opposer à la Royal Navy depuis Brest. La Royal Navy avait remporté plusieurs victoires lors de la Bataille du 13 prairial an II et à la Bataille de Groix. 
Les pertes infligées à la flotte française dans ces batailles furent aggravées par un grand nombre de navires naufragés par les tempêtes lors des opérations suivantes : Campagne du Grand Hiver et l' Expédition d'Irlande. La marine anglaise renforçait sa suprématie par une stratégie de blocus rapproché, maintenant une flotte de combat en mer au large de la Bretagne, et une escadre côtière de frégates surveillant les abords de Brest, sous l'autorité du capitaine Charles Stirling, du HMS Pique de 36 canons sous l'autorité du capitaine David Milne et le HMS Mermaid  de 32 canons sous l'autorité du capitaine James Newman-Newman.
Pour les navires de guerre français, les voyages océaniques étaient extrêmement dangereux et les navires voyageaient souvent en grand nombre. Au printemps 1796, une escadre commandée par le Contre-amiral Pierre César Charles de Sercey avait quitté Rochefort pour renforcer les forces navales françaises dans l'océan Indien, basées à Port-Louis sur l'Île Maurice.
Au début de 1798, la Seine de 40 canons reçoit l'ordre de suivre les bateaux Régénérée et Vertu qui doivent revenir en France, transportant 280 soldats de la garnison qui n'est plus soutenue par l'Assemblée coloniale. La Seine, est commandée par le lieutenant Julien-Gabriel Bigot après la mort du capitaine Latour au large de Sumatra en 1796. Elle appareilla le 24 mars 1798.

## Bataille
Malgré une surcharge, la Seine effectue un voyage rapide vers l'Europe, arrivant dans le Golfe de Gascogne seulement trois mois plus tard, le 28 juin 1798. En route vers Brest, la Pointe de Penmarc'h fut visible depuis la Seine à 7h00 le 29 juin 1798 lorsque trois voiles apparurent au Nord-Est.
Il s'agissait de l'escadre côtière anglaise sous les ordres de Stirling, et le Jason et le Pique la poursuivirent immédiatement tandis que la Sirène se détournait vers le nord, coupant la Seine d'accès à la côte bretonne et au Port de Lorient et forçant Bigot à faire demi-tour, fuyant vers le sud en direction de La Rochelle et de la côte vendéenne. Le Jason et le Pique les suivirent à la voile tandis que le Mermaid était laissé loin derrière. 
Tout au long de la journée, la poursuite se poursuivit, les frégates britanniques regagnant lentement du terrain et, à la tombée de la nuit, le Pique se rapprocha du plus gros navire français. À 23h00, Milne était suffisamment proche pour ouvrir le feu sur la Seine, auquel Bigot répondit sans réduire sa vitesse. Pendant les deux heures et demie qui suivirent, les frégates échangèrent des coups de Bordée à pleine vitesse alors que la côte française s'approchait rapidement. À 1h35, un tir du Seine toucha le mât principal du Pique. La perte de vitesse qui en résulta força Milne à reculer, la Seine s'éloignant du plus petit navire mais incapable d'échapper au Jason qui gagnait régulièrement du terrain. 
Stirling était préoccupé par la proximité de la côte et indiqua au Pique l'ordre de mouiller avant qu'il ne s'échoue, mais Milne n'entendit pas correctement l'ordre et augmenta plutôt la voilure, passant devant le Jason et directement s'échouant sur un banc de sable près de La Tranche-sur-Mer. Le Seine avait lui aussi heurté le rivage un peu plus loin, et Stirling fut incapable d'arrêter l'élan du Jason avant que son navire ne soit lui aussi coincé, coincé entre le Pique et la Seine.
Le navire français avait été gravement endommagé dans ll'échouage, les trois mâts s'effondrant par-dessus bord lors l'impact, mais se trouvait en fait dans une position plus forte : Jason bloquait les capacités de tirs du Pique et le navire de Stirling avait basculé avec la marée montante, laissant sa poupe exposée..
Bigot profita de cette position pour tirer plusieurs bordées en Tir de traverse sur le Jason, au cours desquelles Stirling fut blessé et le commandement passa alors au lieutenant Charles Inglis. Inglis répondit au feu en coupant les sabords arrière pour tirer avec des Pièces de chasse sur la Seine. Milne réussit à faire glisser sa frégate en ordonnant à ses hommes de courir vers la proue en portant des boulets de canon. Ce changement soudain de poids fit doucement pivoter le navire échoué pour faire face à la Seine et Milne put diriger quatre de ses canons sur le navire français. Sous le feu et avec le  Mermaid qui approchait enfin, Bigot décida qu'une résistance supplémentaire était sans espoir et abaissa les couleurs.

## Conséquences
A l'aube du 30 juin 1798, on voit les trois frégates échouées sur des bancs de sable, ce qui déclencha une réponse des forces françaises à proximité de La Rochelle. Deux frégates, un brick et une canonnière furent envoyés pour tirer sur les navires britanniques, mais cette force fut dissuadée d'engager le combat par l'arrivée d'un autre escadron du blocus britannique comprenant le HMS Phaeton (1782) sous le commandement du capitaine Robert Stopford, le HMS San Fiorenzo (1794) sous le commandement du capitaine Harry Burrard-Neale et le HMS Triton (1796) sous le commandement du capitaine John Gore .
L'escadron de Stopford assista Stirling alors que le Jason était remorqué par le Mermaid. Le Pique fut cependant irrémédiablement coincé à cause d'une fuite d'eau dans la coque. Après que tous les efforts pour renflouer le navire eurent été épuisés, la frégate fut évacuée et dépouillée de ses provisions avant que l'épave ne soit incendiée.
Il fallut un certain temps aux équipes d'arraisonnement pour atteindre la Seine et un certain nombre de membres de l'équipage français profitèrent du retard pour plonger par-dessus bord et nager jusqu'à la plage, ce qui rendit difficile le décompte des pertes. Au fil de la journée, des groupes de civils français se dirigèrent vers le navire et montèrent à bord, pénétrant par effraction dans les réserves d'alcool, provoquant une confusion sur le pont. Bigot fut autorisé à débarquer temporairement, tout comme quatre hommes escortant une dame de l'Île Maurice : les cinq marins français retournèrent ensuite volontairement en captivité. La Seine fut ensuite renfloué avec des mâts de fortune après que les canons aient été jetés par-dessus bord pour alléger le navire, et la figure de proue du Pique fut clouée sur la sienne, la Seine naviguant avec l'escadre vers Portsmouth. 

## Source
- (en) Cet article est partiellement ou en totalité issu de l’article de Wikipédia en anglais intitulé « Action of 30 June 1798 » (voir la liste des auteurs).